# David III. (Äthiopien)
David III. (äthiop. ዳዊት, auch Dawit III. genannt, Thronname Adbad Seged አድባር ሰገድ, „vor dem die Berge sich beugen“) (* 1695; † 18. Mai 1721) war vom 9. Februar 1716 bis zum 18. Mai 1721 Negus Negest (Kaiser) von Äthiopien.
Er war ein Sohn des äthiopischen Kaisers Iyasu I. und entstammte der seit 1270 in Äthiopien herrschenden Salomonischen Dynastie. Über seine Regentschaft ist relativ wenig bekannt. David entschied die Auseinandersetzungen verschiedener einflussreicher religiöser Gruppierungen um die Thronfolge während der Regentschaft des Kaisers Yostos für sich. Im Jahre 1716 soll er den Kaiser Yostos erwürgt haben, um selbst den Thron zu besteigen. Im März des gleichen Jahres ließ er 3 Missionare des Franziskaner-Ordens aus Gonder steinigen, als diese sich weigerten, an der äthiopischen Eucharistie teilzunehmen. David selbst gehörte der mächtigen äthiopischen Qibat-Glaubensrichtung an. Während seiner Regentschaft erklärte die Provinz Shewa ihre Unabhängigkeit vom Kaiserreich. Die Auseinandersetzungen zwischen dem Qibat-Mönchsorden und dem Tewahedo-Mönchsorden gingen während Davids Regentschaft unvermindert weiter und gipfelten 1720 in dem vom Kaiser befohlenen Massaker an den Tewahedo-Mönchen aus Azezo. Ein Mordanschlag des Dejazmach Leta gegen Kaiser David III. schlug fehl.
Über Ort und Umstände des mysteriösen Todes von David III. ist nichts überliefert. Sein Nachfolger war, nach kurzer Unterbrechung durch Walda Giyorgis, sein Bruder Bakaffa.
Aufgrund der komplizierten Umschrift aus dem Amharischen kann die Schreibweise äthiopischer Eigennamen in verschiedenen Publikationen unterschiedlich sein.
| Vorgänger | Amt                            | Nachfolger     |
| --------- | ------------------------------ | -------------- |
| Yostos    | Kaiser von Äthiopien 1716–1721 | Walda Giyorgis |

| Personendaten    | Personendaten                       |
| ---------------- | ----------------------------------- |
| NAME             | David III.                          |
| KURZBESCHREIBUNG | Negus Negest (Kaiser) von Äthiopien |
| GEBURTSDATUM     | 1695                                |
| STERBEDATUM      | 18. Mai 1721                        |